# Justyn Warner
Justyn Paris Ashby Warner (North York, 28 giugno 1987) è un velocista canadese, vincitore della medaglia d'argento nei 100 metri piani ai Mondiali juniores di Pechino 2006.
Con la squadra canadese ha vinto la medaglia di bronzo nella staffetta 4×100 metri in due rassegne mondiali consecutive (Mosca 2013 e Pechino 2015).

## Palmarès
| Anno | Manifestazione    | Sede     | Evento      | Risultato  | Prestazione | Note                                     |
| ---- | ----------------- | -------- | ----------- | ---------- | ----------- | ---------------------------------------- |
| 2006 | Mondiali juniores | Pechino  | 100 m piani | Argento    | 10"39       |                                          |
| 2011 | Mondiali          | Taegu    | 100 m piani | Semifinale | 10"47       |                                          |
| 2011 | Mondiali          | Taegu    | 4×100 m     | Batteria   | 39"28       |                                          |
| 2012 | Mondiali indoor   | Istanbul | 60 m piani  | 7º         | 6"65        |                                          |
| 2012 | Giochi olimpici   | Londra   | 100 m piani | Semifinale | 10"09       | =                                        |
| 2012 | Giochi olimpici   | Londra   | 4×100 m     | Finale     | dq          |                                          |
| 2013 | Mondiali          | Mosca    | 4×100 m     | Bronzo     | 37"92       | Miglior prestazione personale stagionale |
| 2014 | World Relays      | Nassau   | 4×100 m     | 6º         | 38"55       |                                          |
| 2015 | World Relays      | Nassau   | 4×100 m     | Batteria   | dnf         |                                          |
| 2015 | Mondiali          | Pechino  | 100 m piani | Batteria   | 10"20       |                                          |
| 2015 | Mondiali          | Pechino  | 4×100 m     | Bronzo     | 38"13       |                                          |